# Henri Debidour
Pour les articles homonymes, voir Debidour (homonymie).
Henri Debidour, alias Monrad, né le 28 novembre 1907 à Sarlat et mort le 17 juin 1990 à Nîmes, est un homme politique français.

## Biographie
Né d'une famille du Périgord, petit-fils de l'historien Antonin Debidour, il est docteur en médecine de la faculté de Paris. En 1939, il est mobilisé comme médecin-lieutenant et participe à la campagne de Norvège.
il s'engage dans les forces navales françaises libres en septembre 1940 où, après avoir servi comme médecin-chef en Écosse en 1940 et 1941, à Saint-Pierre-et-Miquelon en 1942 et 1943, il devient médecin principal de la marine à Alger en 1944.
Le 4 novembre 1945, Henri Debidour est élu député de Saint-Pierre-et-Miquelon pour la première Assemblée nationale constituante, au deuxième tour avec 1 058 voix sur 2 178 votants. Il est inscrit au Palais Bourbon au groupe de la Résistance démocratique et socialiste, émanation de l'Union démocratique et socialiste de la Résistance. Il sera réélu de justesse en 1946 pour la seconde Assemblée nationale constituante.
Il renonce à la vie politique après avoir été défait de 22 voix par Dominique-Antoine Laurelli lors de l'élection du 28 septembre 1947.